# Râul Olănelul
Râul Olănelul este un curs de apă, unul din brațele care formează Râul Olanu. Unii cartografi consideră că râul Olănelul reprezintă cursul superior al râului Olanu. 

## Hărți
- Harta Munții Godeanu  Arhivat în 11 octombrie 2008, la Wayback Machine.